# حق خود را بگیر
حق خود را بگیر (فرانسوی: Soigne ta droite / Une place sur la terre‎) فیلمی تجربی به کارگردانی ژان-لوک گدار محصول سال ۱۹۸۷ است.